# Ben McCalman
Ben McCalman (ur. 18 marca 1988 w Dubbo) – australijski rugbysta grający w trzeciej linii młyna w zespole Western Force oraz w reprezentacji narodowej. Triumfator Pucharu Trzech Narodów 2011 oraz zdobywca brązowego medalu podczas Pucharu Świata w Rugby 2011.

## Kariera klubowa
Trenować zaczynał w Macquarie Emus Junior Rugby Union Club wraz z Patem McCutcheonem w zespole U-10. Uczęszczał do Kinross Wolaroi School i występował w pierwszej drużynie tej szkoły. Po ukończeniu nauki związał się z Sydney Uni Football Club, z którym zwyciężał zarówno w rozgrywkach juniorskich, jak i seniorskim Shute Shield.
W roku 2009 występował w zespole Junior Waratahs, a w lipcu tego roku podpisał kontrakt z Western Force, który był następnie przedłużany. W debiutanckim sezonie 2010 wystąpił we wszystkich spotkaniach, a jego postawa dała mu wyróżnienie dla wschodzącej gwiazdy drużyny oraz nominację dla australijskiego debiutanta roku rozgrywek Super 14. W kolejnych sezonach stał się podstawowym graczem zespołu, plasującym się wysoko w rankingu najlepszych zawodników Force. W tym czasie przydzielony był wówczas do lokalnego klubu Kalamunda RC.
W inauguracyjnej edycji National Rugby Championship został przydzielony do zespołu Perth Spirit, nie zagrał jednak w żadnym spotkaniu z uwagi na obowiązki w kadrze.

## Kariera reprezentacyjna
Był stypendystą ogólnokrajowych programów National Talent Squad oraz Australian Institute of Sport. W stanowych barwach występował w mistrzostwach kraju U-16 oraz w kategorii U-18. W pierwszej z nich zwyciężył w 2004 roku, w drugiej zaś triumfował w 2005 roku, rok później nie awansując do finału tych zawodów. Pociągnęło to za sobą powołania do kadry Australian Schoolboys, w której występował przez te dwa lata.
W 2007 roku znalazł się w składzie reprezentacji U-19, która zajęła trzecie miejsce w mistrzostwach świata w tej kategorii wiekowej. Na tym turnieju zagrał w podstawowym składzie we wszystkich pięciu spotkaniach nie zdobywając punktów. Rok później został natomiast powołany przez selekcjonera reprezentacji U-20 Briana Melrose na inauguracyjne mistrzostwa świata juniorów. Zagrawszy w trzech meczach fazy grupowej, w pierwszym z nich zdobywając dwa przyłożenia, wraz z dwoma innymi zawodnikami powrócił do kraju z powodu kontuzji, a Australijczycy uplasowali się na piątej pozycji.
Po raz pierwszy na zgrupowaniu kadry rugby 7 pojawił się w październiku 2007 roku, w jej barwach zadebiutował zaś w turnieju Hong Kong Sevens 2009. Z kolei pierwsze powołanie do reprezentacji rugby union otrzymał we wrześniu 2009 roku i wziął udział w zgrupowaniu przed listopadowymi meczami w Europie. Na początku kolejnego sezonu reprezentacyjnego zagrał w barwach Australian Barbarians w dwóch meczach z Anglią, a te dobre występy dały mu miejsce w składzie Robbiego Deansa na Puchar Trzech Narodów 2010. Zadebiutował z ławki rezerwowych w spotkaniu ze Springboks, a do końca roku uzbierał łącznie dziewięć testmeczów.
Sezon 2011 rozpoczął od występu w niespodziewanie przegranym meczu z Samoa, zagrał też w trzech – w rewanżu ze Springboks był niewykorzystanym rezerwowym – z czterech spotkań zakończonego pierwszym od dziesięciu lat triumfem Pucharu Trzech Narodów. Znalazł się następnie w trzydziestoosobowym składzie na Puchar Świata w Rugby 2011, gdzie zagrał we wszystkich siedmiu meczach, a jego przyłożenie zapewniło zwycięstwo w meczu o trzecie miejsce z Walią. Przeciwko Walijczykom wystąpił jeszcze podczas jesiennego zwycięskiego minitournée, które obejmowało także mecz z Barbarians opuszczony przez niego przez podrażnienie oka.
Z powodu serii kontuzji ominął go cały reprezentacyjny sezon 2012, nie otrzymał też pierwotnie powołania na mecze podczas tournée British and Irish Lions 2013. Dostał się do składu w zastępstwie za kontuzjowanych zawodników i niespodziewanie wystąpił w trzecim testmeczu. Pozostał w zespole Ewena McKenzie na The Rugby Championship 2013 i europejskie tournée i wziął udział jeszcze w siedmiu spotkaniach, grając na trzech różnych pozycjach – rwacza, wiązacza i wspieracza. Po ogłoszonym przez ówczesnego kapitana reprezentacji Bena Mowena wyjeździe do Europy rozgorzała walka o zwolnione przez niego miejsce, a najgroźniejszymi konkurentami McCalmana do niej byli Scott Higginbotham, Wycliff Palu i Jake Schatz. Na trzymeczową serię z Francją był zmiennikiem Palu, następnie stracił miejsce w meczowym składzie, bowiem w pierwszych trzech meczach The Rugby Championship 2014 w tej roli preferowany był Higginbotham. Po kontuzji Palu w kolejnych dwóch McCalman objął rolę podstawowego wiązacza Wallabies, jednak przez uraz ramienia, którego doznał przeciwko Springboks, opuścił spotkanie z Argentyną. Ominąć miały go również listopadowe spotkania w Europie, szybka rehabilitacja spowodowała jednak, iż powrócił do wyjściowej piętnastki Michaela Cheiki na kończące sezon cztery testmecze i towarzyską potyczkę z Barbarians.